# Radim Barchánek
Radim Barchánek (* 6. února 1970) je bývalý český hokejista.
Na začátku sezóny 1991/1992 odehrál čtyři utkání za HC Škodu Plzeň, která tehdy vybojovala druhé místo, Barchánek je tak majitelem stříbrné medaile z této sezóny. V kádru kolem Martina Straky, Josefa Řezníčka, Radka Kampfa, Jiřího Jonáka nebo Rudolfa Pejchara se ale neudržel a od té doby hraje jen v nižších soutěžích v klubech západních Čech.